# Kraljev govor
Kraljev govor (angleško The King's Speech) je britansko-ameriški zgodovinsko dramski film iz leta 2010, ki ga je režiral Tom Hooper po scenariju Davida Seidlerja. Colin Firth igra bodočega kralja Jurija VI. Britanskega, ki mu pri odpravi jecljanja pomaga avstralski logoped Lionel Logue, igra ga Geoffrey Rush. Ob terapijah se spoprijateljita in ko se Edvard VIII. odpove prestolu, se novi kralj zanaša na Loguea pri pripravi na svoj prvi vojni radijski nagovor ob britanski vojni napovedi proti Nemčiji leta 1939. Seidler je bral o težavah z jecljanjem Jurija VI. in kako jih je premagal, ko se je v mladosti tudi sam spopadal s to težavo. Že v 1980-tih je začel pisati o odnosu med logopedom in kraljevim pacientom, toda na prošnjo kraljeve vdove Elizabeth Bowes-Lyon je projekt odložil do njene smrti leta 2002. Glavno snemanje je potekalo v Londonu in drugje po Združenem kraljestvu med novembrom 2009 in januarjem 2010. Z načinom snemanja v trši svetlobi in s širšimi lečami je Hooper poskušal poudariti globlji pomen zgodbe in Jurijeve občutke utesnjenosti.
Film je bil premierno prikazan 6. septembra 2010 na Filmskem festivalu v Telluridu. Naletel je na dobre ocene kritikov, ki so pohvalili vizualni slog, scenografijo, scenarij, režijo, glasbeno podlago in igro, ter se izkazal za finančno uspešnico z več kot 424 milijonov USD prihodkov po svetu. Na 83. podelitvi je bil nominiran za oskarja v dvanajstih kategorijah, nagrajen pa je bil za najboljši film, igralca (Firth), režijo in izbirni scenarij. Nominiran je bil tudi za sedem zlatih globusov, od katerih je bil nagrajen za najboljšega igralca v dramskem filmu (Firth), ter štirinajst nagrad BAFTA, od katerih je bil nagrajen za najboljši film, britanski film, igralca (Firth), stranskega igralca (Rush), stransko igralko (Helena Bonham Carter), izvirni scenarij in filmsko glasbo.

## Vloge
- Colin Firth kot Jurij VI. Britanski
- Geoffrey Rush kot Lionel Logue
- Helena Bonham Carter kot Elizabeth Bowes-Lyon
- Guy Pearce kot Edvard VIII. Britanski
- Timothy Spall kot Winston Churchill
- Derek Jacobi kot Cosmo Gordon Lang
- Jennifer Ehle kot Myrtle Logue
- Michael Gambon kot Jurij V. Britanski
- Freya Wilson kot princesa Elizabeta
- Ramona Marquez kot princesa Margaret
- Patrick Ryecart kot lord Wigram
- Simon Chandler kot lord Dawson of Penn
- Claire Bloom kot Queen Mary
- Orlando Wells kot princ Jurij, vojvoda Kenta
- Eve Best kot Wallis Simpson
- Anthony Andrews kot Stanley Baldwin